# Église Charles de Tallinn

L'église Charles (estonien : Kaarli kirik) est une église évangélique-luthérienne de Tallinn en Estonie. 

## Histoire
L'église est située sur Toompea entre la Place de la Liberté et la Bibliothèque nationale d'Estonie. 
L'édifice conçu par Otto Pius Hippius est construit entre  1862 et 1870.
C'est la plus grande église du XIXe siècle à Tallinn.
Une chapelle existait sur Tõnismägi puis le XIVe siècle.
En 1670, à l'époque du duché d'Estonie, le roi Charles XI de Suède ordonne la construction d'une église en bois à cet endroit à destination des populations finnoise et estonienne de Tallinn (en opposition à la population germano-balte). 
L'église porte le nom du roi.
En 1710, durant la grande guerre du Nord, cette église en bois est incendiée.
Au XIXe siècle, on trace les plans pour la reconstruction de l'église, des dons sont récoltés à partir des années 1850 et la première pierre du nouvel édifice est posée en 1862. 
L'église non terminée est inaugurée en 1870.
Les deux tours de la façade orientale sont agrandies en 1882
L'église est conçue selon la tradition des cathédrales d’Europe occidentale, dans un style néo-roman, avec deux tours flanquant une rosace. 
L'église est une église-halle en forme de croix latine, le plafond étant suspendu sans utilisation de piliers .
L'abside est décorée d'une fresque de Johann Köler qui est la première fresque en Estonie réalisée par un Estonien. 
L'église héberge encore les cloches, fondues à Stockholm en 1696, de l'ancienne église en bois.

## Galerie

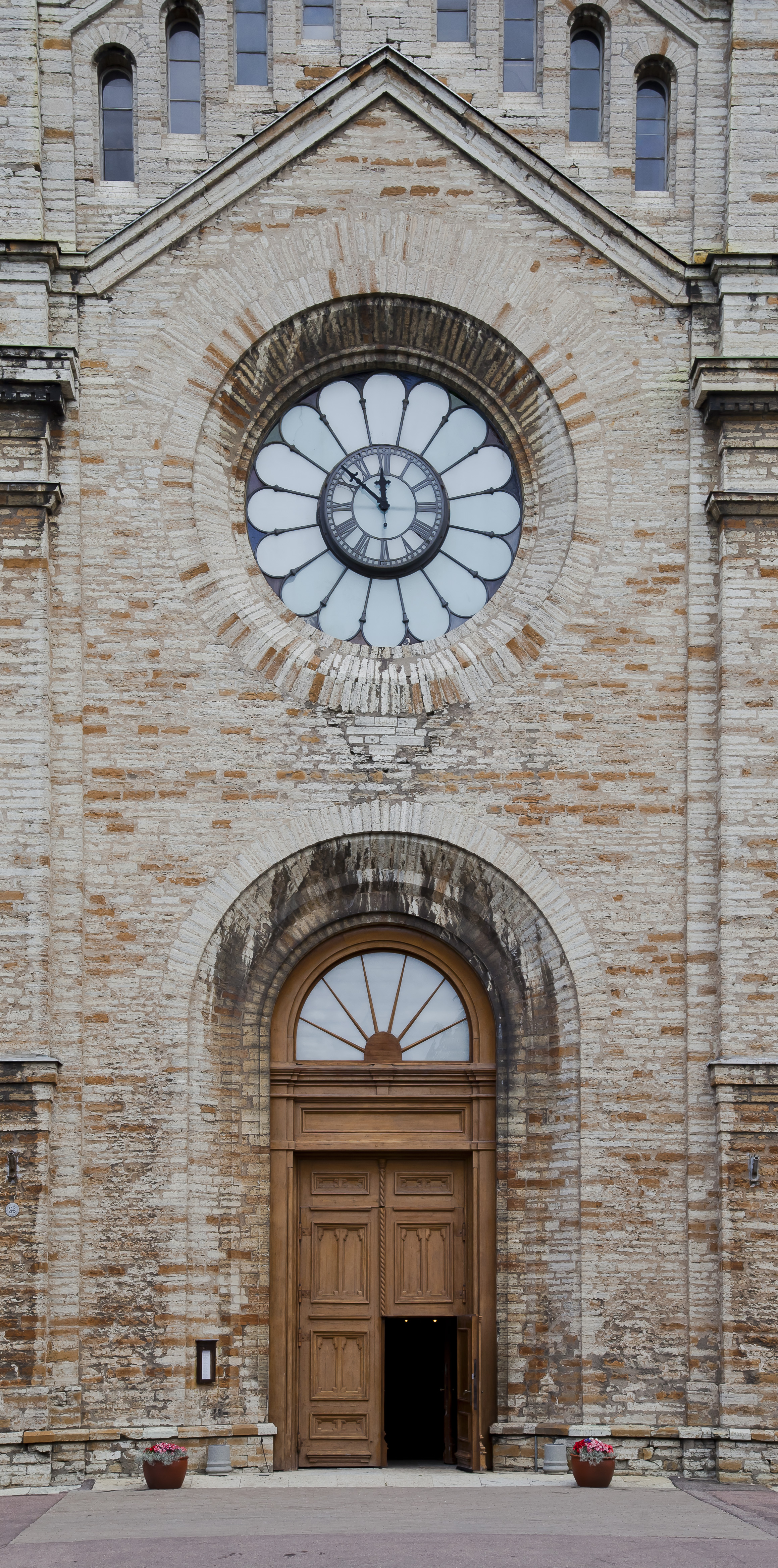
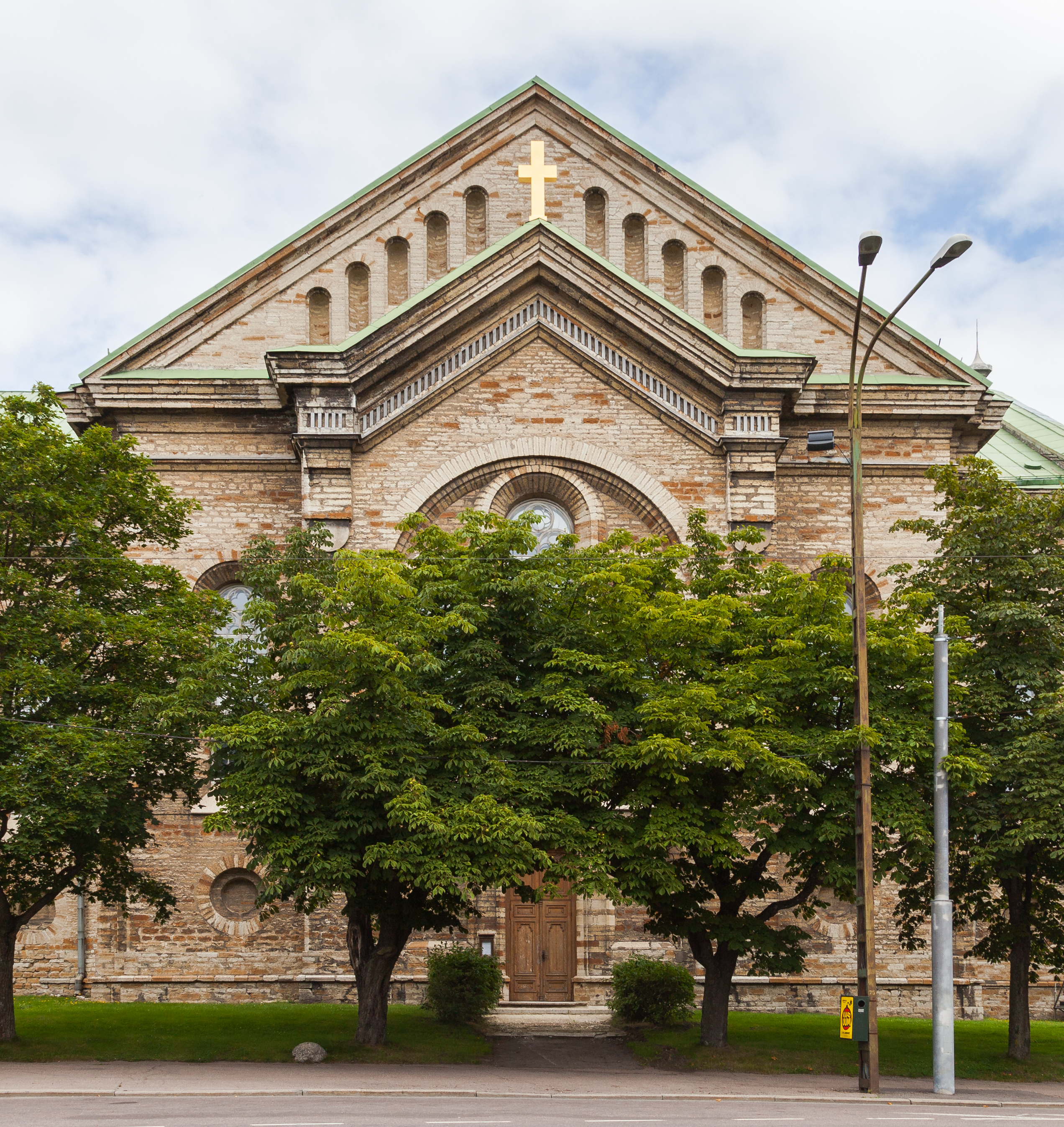
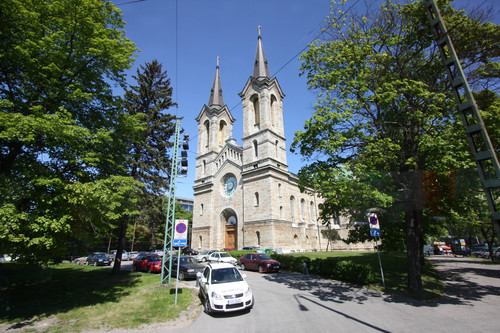
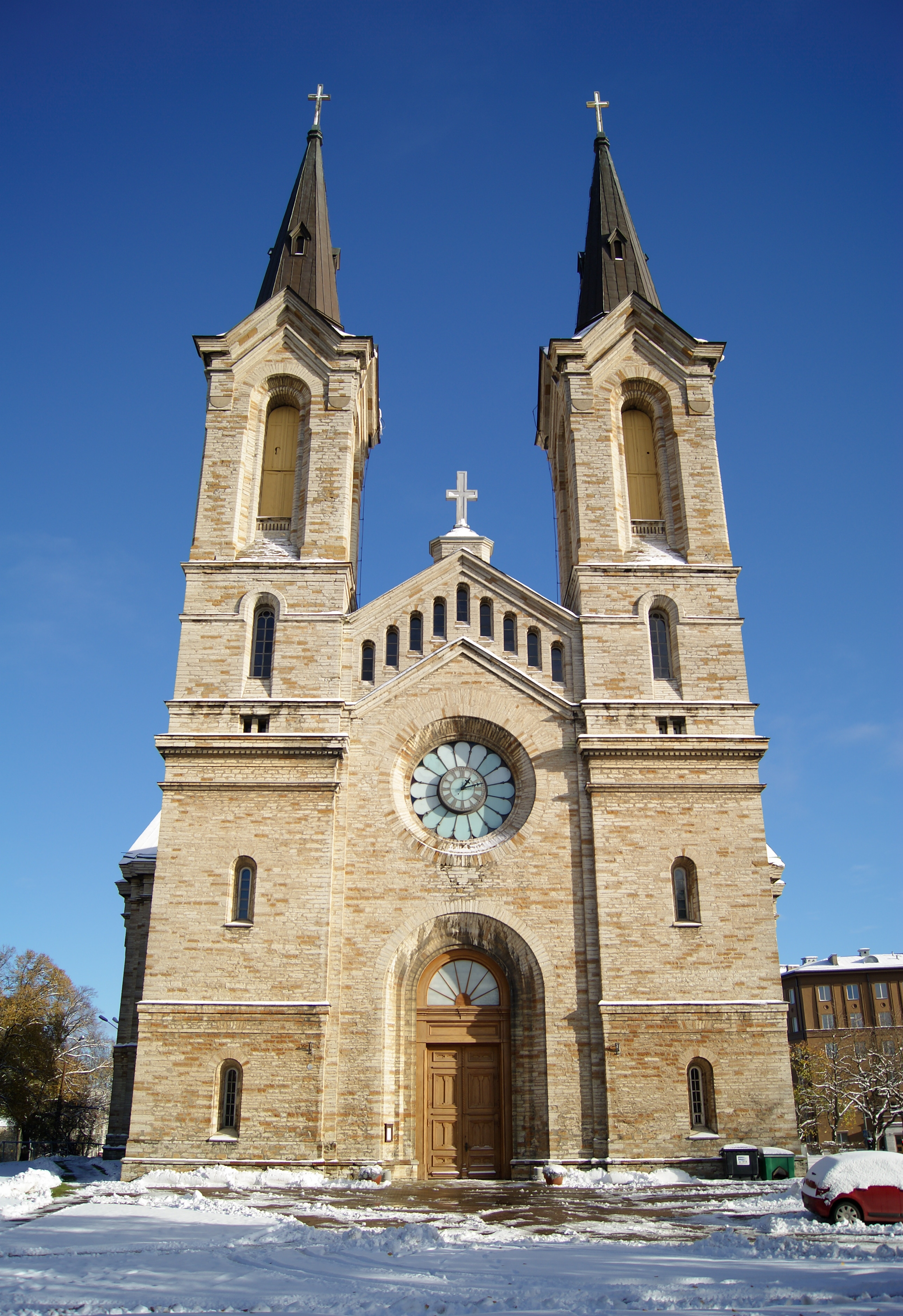
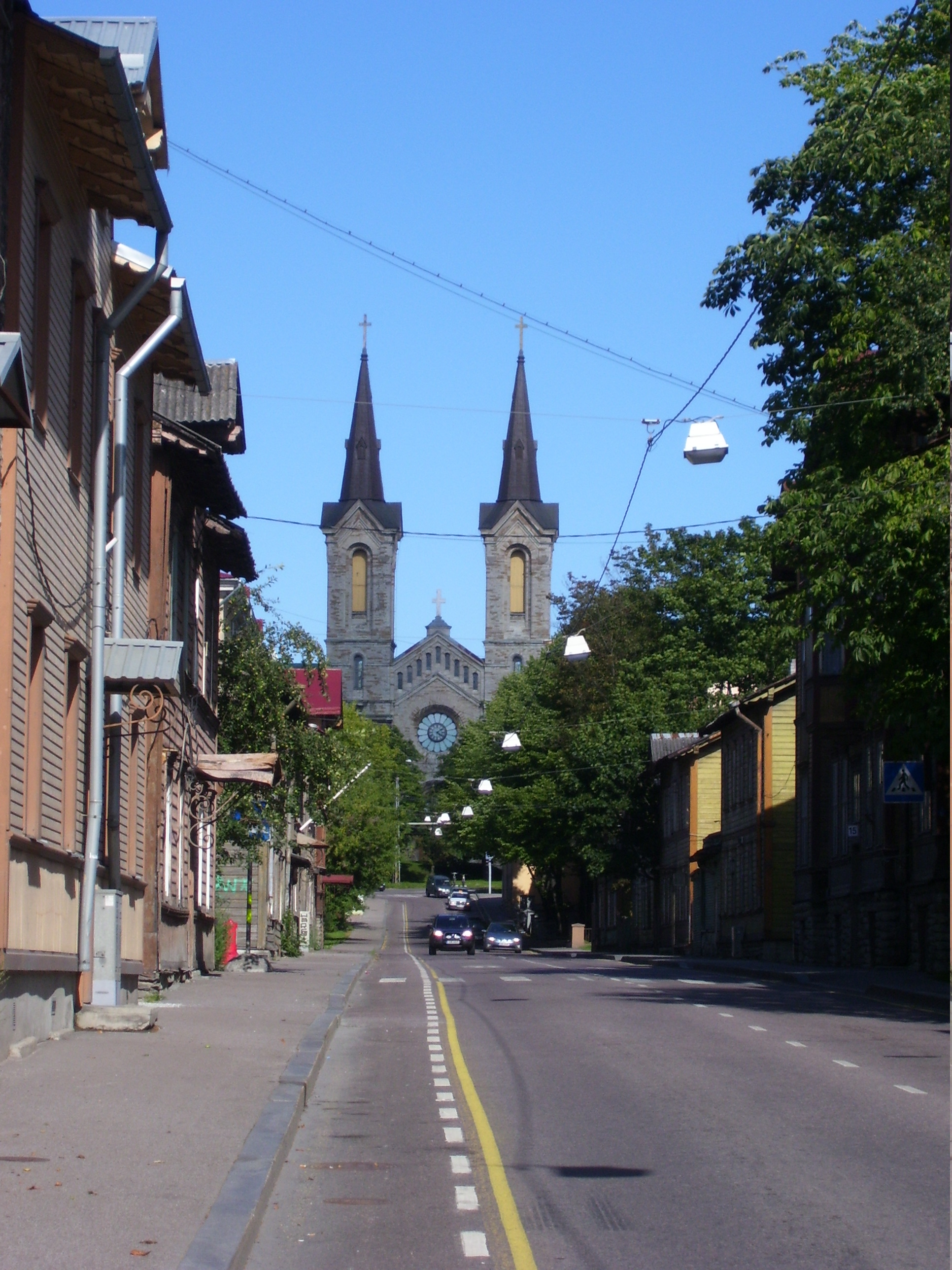
Vue de la rue Luise.
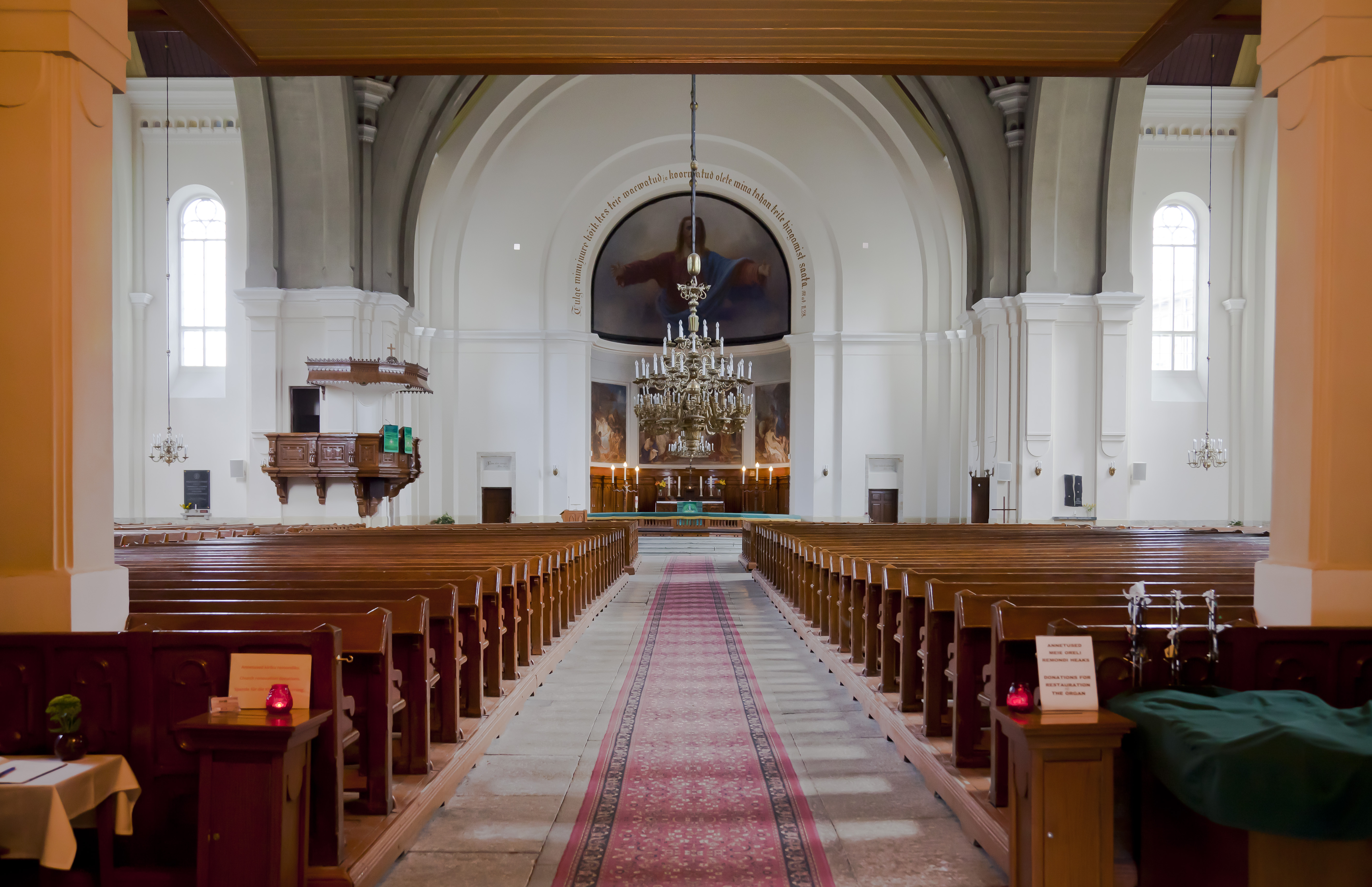
Vue vers l'autel.